# Кенайське сільське поселення
Кена́йське сільське поселення (рос. Кенайское сельское поселение) — сільське поселення у складі Комсомольського району Хабаровського краю Росії.
Адміністративний центр та єдиний населений пункт — селище Кенай.

## Населення
Населення сільського поселення становить 526 осіб (2019; 588 у 2010, 671 у 2002).